# Pseudoatta argentina
Pseudoatta argentina é uma espécie de insecto da família Formicidae.
É endémica da Argentina.

## Ciclo de vida
A P. argentina é uma formiga parasita sem obreiras que vive nos formigueiros de outras espécies, como a Acromyrmex lundi.  Essa espécie não parece ter voo nupcial (já que mesmo os individuos alados têm grande dificuldade em voar), e os machos e fêmeas provavelmente acasalam no próprio formigueiro ou na sua entrada. Aparentemente, a P. argentina só parasita formigueiros que já não tenham a rainha da espécie hospedeira.